# Kostel Nejsvětějšího Spasitele (Bratislava)
Kostel Nejsvětějšího Spasitele v Bratislavě je pozdněrenesanční, později barokně přestavěná sakrální stavba v centrální městské zóně Bratislavy v okrese Bratislava I.

## Historie vzniku
Kostel v těsném sousedství Staré radnice patřící dnes řeholi jezuitů byl postaven v první polovině 17. století původně jako protestantská modlitebna. Situace související s narůstajícím počtem evangelíků německé národnosti v Bratislavě si v letech 1636 - 1638 vynutila postavení svatostánku pro potřeby věřících. Stavbu, ve stylu doznívající renesance, postavenou na místě někdejšího tzv. Armbrusterova domu, vedl německý stavitel Hans Stoss z Augsburgu.
Podle tehdejších nařízení evangelický kostel musel splňovat určitá kritéria: svým vzhledem nesměl připomínat sakrální stavbu a musel být bez věže, presbytář musel tvořit součást půdorysu hlavní stavby. Kostel, který se svou velikostí nápadně odlišoval od okolních budov, po dokončení zasvětili svaté Trojici. Původní zařízení kostela není známo.
Kostel však evangelíci používali pouze do sedmdesátých let 17. století. V roce 1672 jim byl po potlačení protestantského spiknutí odebrán a 1. ledna následujícího roku předán jezuitům.
Noví uživatelé ho původně zasvětili svaté Markétě, později na něj přenesli patronícium Nejsvětějšího Spasitele (Salvatora) z bratislavského dómu. Chrám uvnitř přestavěli, zvenku nad portál umístili štukový reliéf znaku řehole (předpokládá se, že autorem štukové výzdoby průčelí byl Johann Wüngler).
Jinak se vzhled exteriéru kostela nezměnil. Na střeše nad presbytářem přibyl sanktusník, do něhož umístili tři zvony (ani jeden z nich se dodnes nedochoval; dnes zde visí pouze jeden, vážící 135 kilogramů, který v roce 1846 ulil bratislavský mistr Anton Belloni).
Největší změny se udály v interiéru kostela: byly odstraněny boční empory a původní kazatelna; v roce 1722 přibyl nový hlavní oltář, který tu existoval až do 19. století. V průběhu 18. století postupně docházelo k nahrazování původního mobiliáře novým, barokním.
Kostel se po zrušení jezuitského řádu Josefem II. v roce 1773 dostal do městské správy a stal dvorním chrámem uherského místodržícího Alberta Saského.
Jezuitům byl chrám vrácen v roce 1855. V padesátých letech 20. století byl jim byl státní mocí opět odňat a přešel pod správu diecézních kněží. Stal se filiální kostelem farnosti u svatého Martina. Na definitivní navrácení si jezuité museli počkat až do roku 1989.

## Prohlídka kostela
Jezuitský Kostel Nejsvětějšího Spasitele je svojí dispozicí typickým představitelem protestantské sakrální architektury.

### Exteriér

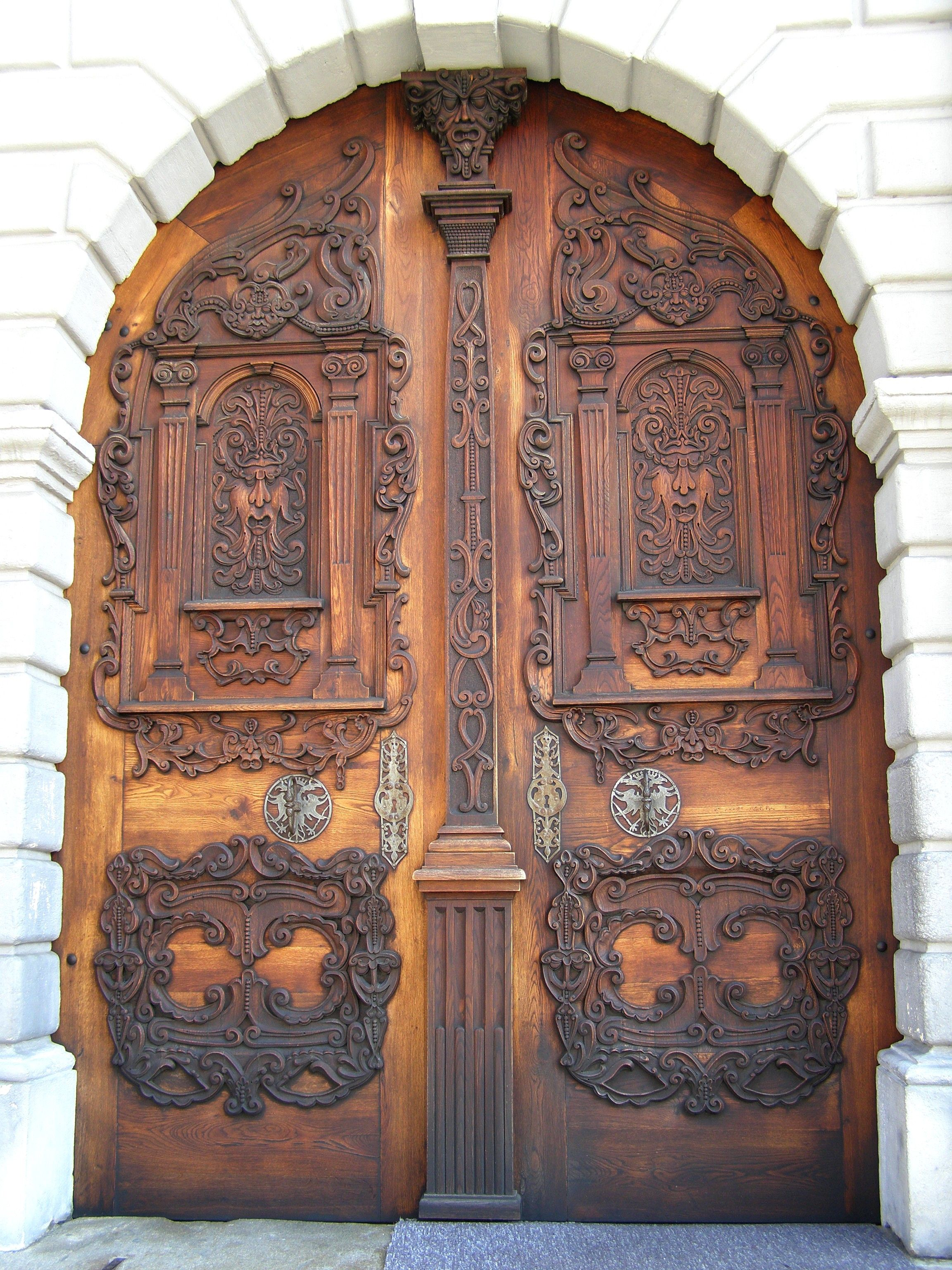
Bohatě profilované dvoukřídlé dveře hlavního portálu

Svým mohutným hlavním průčelím, členěným čtveřicí vysokých půlkruhově zakončených oken a trojicí portálů, se stavba obrací do rozhraní Hlavního a Františkánského náměstí. Poměrně jednoduchou fasádu zdobí dveře dvou bočních portálů a hlavního portálu a nad jeho horní římsou reliéfem ztvárněný erb jezuitského řádu umístěný v stylizovaném akantovém věnci, po stranách podpíraným plastickými štukovými volutami. Erb tvoří v horní části písmena IHS (zkratka latinského Iesus Hominum Salvator tj. Ježíš Nejsvětější Spasitel), pod nimi žhoucí srdce a v kartuších umístěn nápis IX DEVS DILEXIT MVNDVM (citát z Janova evangelia Neboť Bůh tak miloval svět (Jan 3,16)). (Původně byly v kartuších místo nápisu reliéfní erby Uherska a kardinála Leopolda Kolonice).
Do chrámu se vstupuje přes pilastrový hlavní portál. Nádherné bohatě vyprofilované dvoukřídlé dveře s ústředním motivem maskarónů jsou unikátním příkladem řezbářského umění první poloviny 17. století.

### Interiér

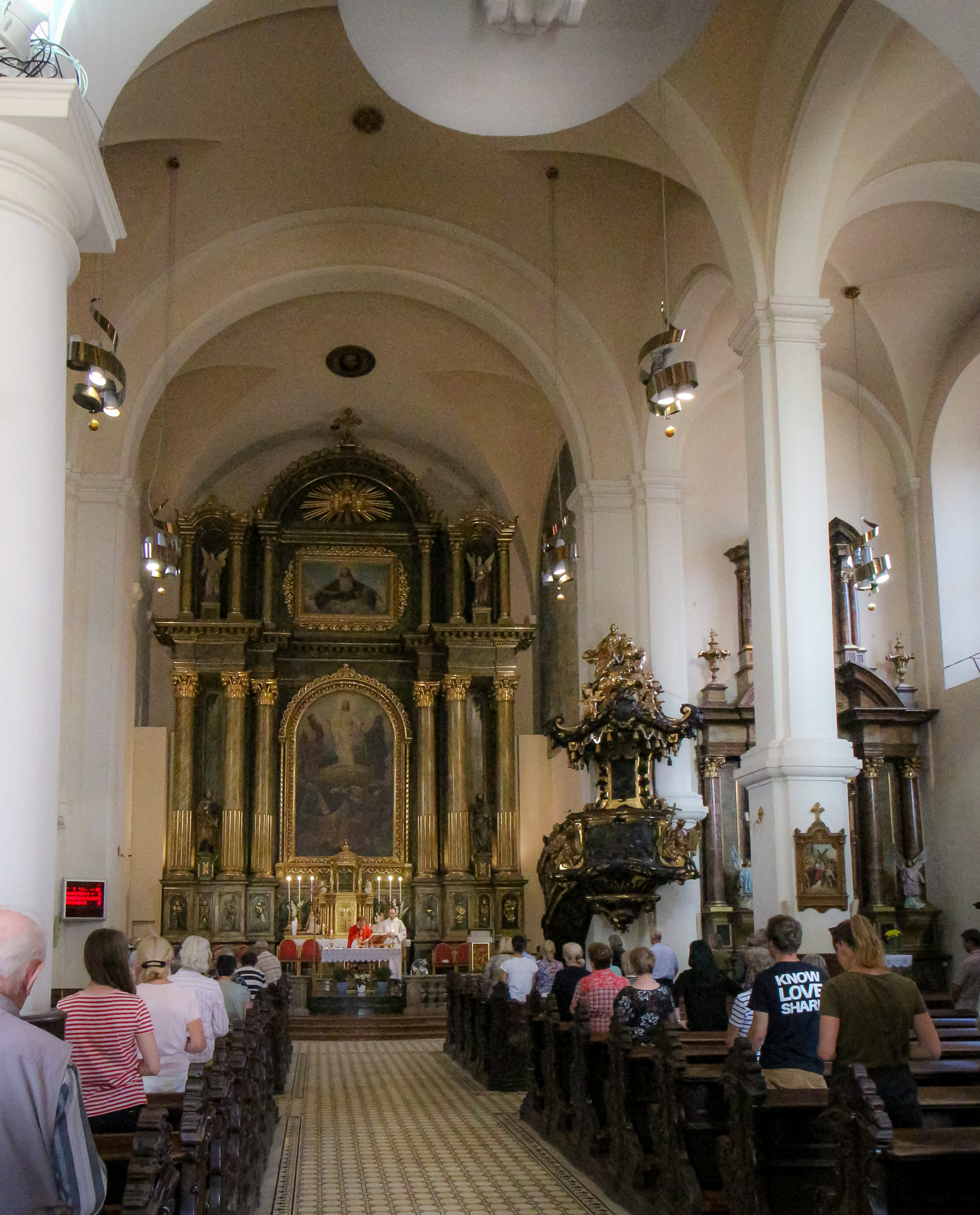
Interiér kostela

Střídmost na vnějším vzhledu kostela je v ostrém protikladu s jeho bohatým interiérem. Návštěvníka zaujme množství a historická i umělecká hodnota jeho vybavení, jemuž dominuje hlavní oltář, šest bočních oltářů, tři barokní zpovědnice a bohatě zdobená rokoková kazatelna.
Prostor trojlodního kostela halového typu je osvětlován vysokými okny v bočních lodích. Presbytář, včleněný do půdorysu kostela, je od hlavní lodi výškově oddělené třemi stupni, mramorovou balustrádou a vítězným obloukem. Vstupní části chrámu dominuje varhanní empora, pozůstatek původní interiérové architektury z třicátých let 17. století. Na začátku severní stěny ve vstupní části je osazena sádrová socha svatého Antonína Padovského z roku 1912 od známého bratislavského sochaře a malíře Alojze Rigela.

#### Presbytář
Původní barokní sloupový hlavní oltář v presbytáři byl postaven v letech 1721 - 1722 vídeňským truhlářem Johannem Jakubem Müllerem. Oltářní obraz namaloval vídeňský malíř Anton Wellser. Sochy svatého Jana Křtitele, svatého Jana Evangelisty, svatého archanděla Michaela a anděla strážce, jakož i další plastiky v nástavci oltáře zhotovil vídeňský sochař Johann Andreas Englauer.
Oltář byl koncem 19. století odstraněn (původní sochy se dostaly do Galerie města Bratislavy) a nahrazen dnešním, velkým neobarokním oltářem s monumentálním obrazem Proměnění Páně na hoře Tábor od bratislavského umělce Sebastiána Majsche. V nástavci oltáře je v nejhořejší části umístěn kříž a emblém jezuitů, pod kterým se nachází obraz Boha Otce od Josefa Jindřicha Kriklera z roku 1884. Oltář doplňují sochy svatého Petra a Pavla (s tradičními atributy) a v nástavci archanděla Michaela a anděla strážného. Spodní část hlavního oltáře a mensa jsou zdobeny nádhernými řezbářskými reliéfy s křesťanskými symboly.
Presbytář kromě hlavního oltáře zaujme i rozměrnou nástěnnou malbou Eucharistický Ježíš (880 x 600 cm) z roku 1926 na pravé stěně nad vchodem do sakristie od Alojze Rigela. Fresku namaloval umělec bez jakékoliv přípravy přímo v konečné podobě. Z téhož roku a od stejného autora pochází i olejomalba na stropě presbytáře - dřevěný puk s průměrem jeden metr s tváří Krista jako Nejsvětějšího Spasitele orámovanou trnovou korunou. Rigele byl i spoluautorem fresek s motivem eucharistie na klenbě hlavní lodi kostela. Tyto fresky však byly při opravě kostela v roce 2004 odstraněny.
Po pravé straně presbytáře se nachází nejcennější umělecké dílo v chrámu - rokoková kazatelna. Na základě objednávky bratislavského komorníka Antona Jägera jednu z nejkrásnějších kazatelen tohoto uměleckého slohu na slovenském území zhotovil mistr Ľudovít Gode (? - 1759), žák sochaře G. R. Donnera, v roce 1753. Mimořádně působivé dílo zaujme sochařsky modelovaným tvarem, pozoruhodnou kombinací materiálů, bohatstvím uměleckých slohových prvků i nádhernými plastikami. Dominuje jí na vrcholu baldachýnu socha sedícího Krista spasitele a níže umístěné plastiky dvou andělů držících v rukou symboly Písma svatého - vpravo anděl s křížem a s kamennými deskami Desatera, symbolizujícími Starý zákon, a vlevo anděl s otevřenou knihou a kalichem (symbol Nového zákona). Na čele baldachýnové zvukové stříšky je v kartuši umístěn nápis QUI EX DEO EST VERBADEI AUDIT (citát z Janova evangelia Kdo je z Boha, slyší Boží slovo (Jan 8,47))
Sochařskou výzdobu kazatelny dotvářejí čtyři olověné reliéfy na schodišti a ústřední reliéf na parapetu kazatelny s výjevy kristologického cyklu (Ježíš na návštěvě v Betanii u Marie a Marty, Kázání na hoře, Nechte maličkých přijít ke mně, Nanebevstoupení a Dvanáctiletý Ježíš v jeruzalémském chrámu).

#### Levá boční loď

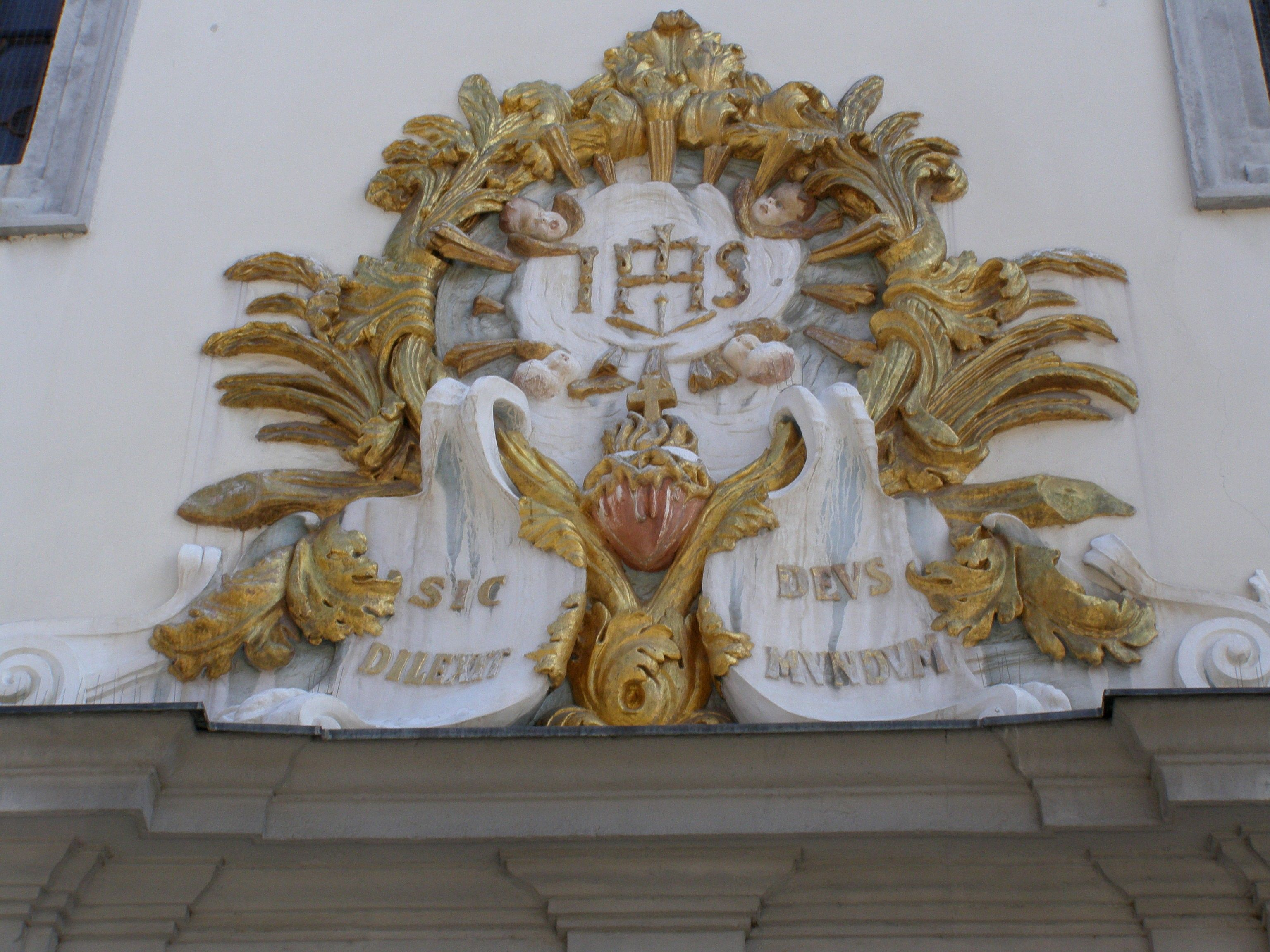
Reliéfní erb jezuitského řádu nad hlavním portálem

Obě z bočních lodí obsahují trojice oltářů. Architektura všech je podobná: jde o sloupové oltáře s dominantním oltářním obrazem a bohatou sochařskou výzdobou. V levé lodi se ve směru k presbytáři nacházejí oltář svatého Judy Tadeáše, oltář svatého Ignáce z Loyoly a oltář Kalvárie.
První oltář v levé boční lodi je zasvěcen jednomu z Kristových apoštolů Judovi Tadeášovi, jehož obraz, dílo Josefa Jindřicha Kriklera z roku 1886, je jediným obrazem věnovaným tomuto světci v celé Bratislavě. Pod oltářním obrazem je v oválném rámu umístěn obraz svatého Jana Nepomuckého od neznámého umělce. V nástavci se nachází reliéfní ztvárnění Boží Trojice. Samotný oltář, vyhotovený v neobarokní slohu, pochází z roku 1895.
Ve středu levé lodi kostela stojí oltář od dolnorakouského architekta Johanna Fiedlera zasvěcený zakladateli jezuitského řádu Ignáci z Loyoly, pocházející z let 1759 - 1761. Naproti předchozímu oltáři vyniká bohatší výzdobou. Ústředním obrazem je Vidění svatého Ignáce z Loyoly od Franze Antona Palka z roku 1757. Po stranách jsou plastiky světců uctívaných v jezuitském řádu, vlevo svatého Františka Borgii (v řeholním rouchu držícího lebku s korunkou) a vpravo svatého Františka Xaverského (s poutnickou holí a knížkou v ruce a dítětem, které mu stojí u nohou) z roku 1761. Autorem soch je Anton Štefan Steinmasler (1721 - 1773), Godeho žák, který kromě sochařské výzdoby na oltáři Panny Marie je autorem všech oltářních plastik včetně reliéfní výzdoby na dekorativních vázách a sochařské výzdoby v nástavcích oltářů. Na všech sochách se spoluautorsky podílel mramorář Václav Pfeifer, který Steinmaslerovým sochám dodal bílou polituru a polychromii, čímž jim dodal lesk a barevnost. Na oltářní menze oltáře svatého Ignáce z Loyoly je umístěn kruhový obraz Srdce Ježíšovo od Franze Rulze z roku 1865.
V závěru levé lodi se nachází oltář Kalvárie z let 1760 - 1770. Dominuje mu sochařská skupina Kalvárie z roku 1760 na malovaném pozadí od stejného autora jako u předchozího oltáře. Nástavec oltáře obsahuje obraz Kristus na Olivetské hoře z roku 1758 od Franze Antona Palka. Námětově se k obrazu vážou skulptury plačících andělů po jeho stranách.
V blízkosti tohoto oltáře je umístěn historicky významný mramorový epitaf z roku 1737. Jde o děkovný nápis věnovaný kardinálovi Leopoldu Koloničovi, jehož zásluhou byl kostel v roce 1673 předán jezuitům.
Neméně historicky cenným doplňkem v levé lodi je barokní vyřezávaná zpovědnice z roku 1761, dílo Antona Štefana Steinmaslera (týž umělec je autorem i dalších dvou zpovědnic v pravé lodi). Třídílná otevřená zpovědnice je v nástavci doplněna obrazem kající se svaté Máří Magdaleny.

#### Pravá boční loď
Stejně jako levá loď i tato obsahuje tři oltáře - ve směru od presbytáře je to oltář Panny Marie, oltář svatého Františka Xaverského a oltář svatého Josefa. Mobiliář lodě tvoří dvě barokní zpovědnice stylisticky shodné se zpovědnicí v levé lodi (ty mají v nástavcích obrazy Kristus zřizující svátost smíření a Svatý Petr).
Z let 1759 - 1761 pochází oltář Panny Marie v závěru pravé lodi. Dominuje mu v retabulu umístěná socha Panny Marie Immaculaty na pozadí pozlacených slunečních paprsků z konce 19. století. Jejím autorem je italský sochař Ferdinand Stuffaser. Původně zde visel obraz Svatý Antonín před Madonou od Fra Antonia z roku 1773. V nástavci oltáře nad rozeklaným tympanonem se nachází obraz znázorňující Pannu Marii a svatou Annu.
Spolu s protilehlým oltářem svatého Ignáce z Loyoly, umělecky nejhodnotnějším oltářem chrámu je oltář svatého Františka Xaverského z let 1759 - 1761. Podobně jako ostatní oltáře v kostele jde o sloupovou architekturu, tvořenou korintskými sloupy pokrytými štukem. Ústředním obrazem je Smrt svatého Františka Xaverského od Franze Antona Palka z padesátých let 18. století. Sochařskou výzdobu oltáře tvoří po stranách stojící sochy jezuitských světců, díla Antona Štefana Steinmaslera - vlevo svatého Aloise Gonzagy a vpravo Stanisława Kostky. V nástavci oltáře zaujme nádherná reliéfní výzdoba - anděl držící kříž s ukřižovaným Kristem, kterému se klanějí další andělé. Na rozeklaném tympanonu se nacházejí dekorativní vázy s reliéfními výjevy ze světcova života. Na oltářní menze stojí na zvláštním podstavci obraz milostivě Panny Marie s Ježíškem v náručí.
Oltář svatého Josefa z roku 1895 obsahuje v nice světcova sochu. Jednoduchý nástavec nese kartušový nápis ITE AD JOSEPH (citát z První knihy Mojžíšovy Jděte k Josefovi (Gn 41,55)).

#### Varhanní empora
Varhanní empora nad hlavním vchodem je pozůstatkem původní interiérové architektury. Jsou na ní umístěny dvojmanuálové varhany, pocházející z 18. století. Jejich zhotovitelem je neznámý mistr. Vzhledem k vynikající akustice chrámu se varhany využívají nejen k liturgickým účelům, ale i ke koncertním interpretacím varhanních skladeb. V kostele se také příležitostně pořádají vokální koncerty sakrální hudby.

#### Podzemí kostela
Z hlavní lodi se vstupuje do krypty, která se rozprostírá pod celou severní (levou) boční lodí. Nacházejí se zde tělesné ostatky významných jezuitů, kteří působili v bratislavské komunitě a zde také zemřeli. Jedním z nich byl i kardinál Leopold Kolonič, jehož zásluhou byl kostel přidělen do správy jezuitského řádu (zemřel v roce 1707 ve Vídni, ale podle jeho přání ho pohřbili „... podle zvyků mnichů Tovaryšstva Ježíšova bez pohřební nádhery.“ v kryptě jezuitského kostela).

## Okolí kostela
Z historického hlediska neméně zajímavým je prostranství před kostelem. Dominuje mu mariánský sloup jako památník vítězství císaře a uherského krále Leopolda I. nad vzpourou protestantských rebelů.
Ze severní strany se ke stavbě kostela přimyká budova domova mladých jezuitů.
Jižní zeď kostela tvoří severní ohraničení Kostelní ulice, spojující Františkánské náměstí s Primaciálním náměstím.